# George Pomeroy Colley
Sir George Pomeroy Colley (Rathangan, 1º novembre 1835 – Majuba Hill, 27 febbraio 1881) è stato un militare britannico, insiginito di alcune delle più importanti decorazioni militari inglesi per via della sua partecipazione attiva nelle guerre dell'Impero britannico.

## Biografia
Nato a Rathangan nella contea di Kildare in Irlanda, era nipote del quarto visconte di Harberton. Destinato fin da piccolo alla carriera militare entrò nel secondo reggimento reale nel 1852. Tra il 1854 e il 1860 prestò servizio in Sudafrica fino a quando partì per la Cina con il suo reggimento per unirsi alla spedizione Anglo-Francese, in Asia prese parte in modo determinante alla cattura delle fortezze di Taku e al successivo ingresso a Pechino. Dopo essere stato in Cina tornò in Sudafrica.
In seguito divenne anche governatore e comandante del Natal e alto commissario per l'Africa Orientale Britannica.
Fu il comandante delle forze inglesi durante la prima guerra boera riportando due nette sconfitte a Laing's Nek e Majuba Hill; proprio in quest'ultima battaglia perse anche la vita.